# Guémappe
Guémappe är en kommun i departementet Pas-de-Calais i regionen Hauts-de-France i norra Frankrike. Kommunen ligger i kantonen Croisilles som tillhör arrondissementet Arras. År 2022 hade Guémappe 410 invånare.

## Befolkningsutveckling
Antalet invånare i kommunen Guémappe
| Referens: INSEE |